# Jean-Philippe Fleurian
 (août 2020).
Si vous disposez d'ouvrages ou d'articles de référence ou si vous connaissez des sites web de qualité traitant du thème abordé ici, merci de compléter l'article en donnant les références utiles à sa vérifiabilité et en les liant à la section « Notes et références ».
Jean-Philippe Fleurian est un joueur français de tennis, professionnel de 1985 à 1998, né le 11 septembre 1965 à Paris.
Huitième de finaliste à l'Open d'Australie en 1996, il atteint deux finales ATP en simple et une 37e place mondiale. En double, il remporte un tournoi ATP et joue trois autres finales.

## Biographie
Il est également membre du club des Champions de la Paix, un collectif d'athlètes de haut niveau créé par Peace and Sport, organisation internationale basée à Monaco et œuvrant pour la construction d'une paix durable grâce au sport.
Pendant sa carrière il habite à Fort Lauderdale en Floride. Il a deux filles.

## Carrière
Il participe à la Coupe Hopman en 1995 avec Julie Halard ils atteignent les demi-finales. Il gagne les 3 mixte avec Halard et remporte 2 simple sur 3.
Il codétient (avec 8 autres joueurs) le record du match gagné avec le plus petit nombre de jeux à l'Open d'Australie, en 1991 au 1er tour en battant Renzo Furlan 6-1, 6-0, 6-0.
Il participe au sein de l'équipe de France Coupe Davis à deux rencontres : en juin 1986, à un quart de finale du groupe Europe face à la Turquie il avait battu en simple Atlihan Binoz dans un match sans enjeu et en juillet 1994, à un quart de finale du groupe mondial face à la Suède associé à Olivier Delaitre il avait été battu par Jan Apell et Jonas Björkman. Il joue la Coupe Hopman en 1994 avec Julie Halard où ils atteignent la demi-finale.
En 1996 il atteint les huitièmes de finaliste à l'Open d'Australie en simple, deux de ses adversaires ayant abandonné en cours de match : Sjeng Schalken no 45 (6-3, 4-6, 7-6(1), 2-1 abandon), Stefan Edberg no 31 (6-4, 2-6, 4-6, 6-2, 6-3), Richard Krajicek no 12 (4-6, 6-3, 2-2 abandon) et défaite contre Michael Chang no 5 (2-6, 3-6, 4-6).
Il q²uart de finaliste en double à l'Open d'Australie avec Henri Leconte en 1990 et à Wimbledon en 1996 avec Guillaume Raoux.
Il atteint les 1/8 de finale en double mixte à Roland Garros avec Pascale Etchemendy en 1986 et Alexia Dechaume en 1998.
Il remporte huit titres tournois Challenger en simple pour douze finales perdues.

## Palmarès

### Finales en simple (2)
| No | Date       | Nom et lieu du tournoi           | Catégorie    | Dotation  | Surface    | Vainqueur     | Score         |  |
| -- | ---------- | -------------------------------- | ------------ | --------- | ---------- | ------------- | ------------- |  |
| 1  | 24-11-1986 | Tournoi d'Itaparica, Itaparica   |              | 125 000 $ | Dur (ext.) | Andrés Gómez  | 4-6, 6-4, 6-4 |  |
| 2  | 07-01-1991 | Benson and Hedges Open, Auckland | World Series | 150 000 $ | Dur (ext.) | Karel Nováček | 7-65, 7-64    |  |

### Titre en double (1)
| No | Date       | Nom et lieu du tournoi    | Catégorie    | Dotation  | Surface    | Partenaire      | Finalistes                  | Score    |          |
| -- | ---------- | ------------------------- | ------------ | --------- | ---------- | --------------- | --------------------------- | -------- | -------- |
| 1  | 12-02-1996 | Marseilles Open Marseille | World Series | 514 250 $ | Dur (int.) | Guillaume Raoux | Marius Barnard Peter Nyborg | 6-3, 6-2 | Parcours |

### Finales en double (3)
| No | Date       | Nom et lieu du tournoi                   | Catégorie    | Dotation  | Surface         | Vainqueurs                   | Partenaire       | Score    |          |
| -- | ---------- | ---------------------------------------- | ------------ | --------- | --------------- | ---------------------------- | ---------------- | -------- | -------- |
| 1  | 25-04-1994 | Trofeo Grupo Zeta Villa de Madrid Madrid | World Series | 775 000 $ | Terre (ext.)    | Rikard Bergh Menno Oosting   | Jakob Hlasek     | 6-3, 6-4 |          |
| 2  | 06-02-1995 | Marseilles Open Marseille                | World Series | 514 250 $ | Moquette (int.) | David Adams Andreï Olhovskiy | Rodolphe Gilbert | 6-1, 6-4 | Parcours |
| 3  | 22-09-1997 | Open de Toulouse Midi-Pyrénées Toulouse  | World Series | 375 000 $ | Dur (int.)      | Jacco Eltingh Paul Haarhuis  | Max Mirnyi       | 6-3, 7-6 |          |

## Parcours en Grand Chelem

### En simple
L'Open d'Australie se dispute en dernier sur gazon puis en premier à partir de 1987 et sur dur à partir de 1988 :
| Année | Roland-Garros   | Roland-Garros  | Wimbledon | Wimbledon | US Open | US Open | Open d'Australie     | Open d'Australie |
| ----- | --------------- | -------------- | --------- | --------- | ------- | ------- | -------------------- | ---------------- |
| 1985  | 1er tour (1/64) | Lawson Duncan  | -         | -         | -       | -       | -                    | -                |
| 1986  | 1er tour (1/64) | Emilio Sánchez | -         | -         | -       | -       | Épreuve non disputée |                  |

| Année | Open d'Australie | Open d'Australie | Roland-Garros   | Roland-Garros          | Wimbledon       | Wimbledon        | US Open         | US Open          |
| ----- | ---------------- | ---------------- | --------------- | ---------------------- | --------------- | ---------------- | --------------- | ---------------- |
| 1987  | -                | -                | 1er tour (1/64) | Javier Sánchez         | 1er tour (1/64) | Tim Mayotte      | 2e tour (1/32)  | Ivan Lendl       |
| 1988  | -                | -                | 1er tour (1/64) | Patrik Kühnen          | -               | -                | 1er tour (1/64) | John Ross        |
| 1989  | -                | -                | 3e tour (1/16)  | Thierry Tulasne        | 1er tour (1/64) | Ronald Agenor    | 1er tour (1/64) | Andrés Gómez     |
| 1990  | 3e tour (1/16)   | Andreï Cherkasov | 2e tour (1/32)  | Andrei Chesnokov       | 1er tour (1/64) | Richard Fromberg | 2e tour (1/32)  | Goran Ivanišević |
| 1991  | 2e tour (1/32)   | Jacco Eltingh    | 1er tour (1/64) | Petr Korda             | 3e tour (1/16)  | John McEnroe     | 1er tour (1/64) | Stéphane Simian  |
| 1992  | 1er tour (1/64)  | Thomas Muster    | 1er tour (1/64) | Jim Grabb              | 1er tour (1/64) | Brad Gilbert     | -               | -                |
| 1993  | -                | -                | 1er tour (1/64) | Patrik Kühnen          | -               | -                | -               | -                |
| 1994  | 1er tour (1/64)  | Nicklas Kulti    | 1er tour (1/64) | Jim Courier            | 3e tour (1/16)  | Sergi Bruguera   | 1er tour (1/64) | Francisco Clavet |
| 1995  | 2e tour (1/32)   | Todd Martin      | 1er tour (1/64) | Emilio Benfele Álvarez | -               | -                | 1er tour (1/64) | Mauricio Hadad   |
| 1996  | 4e tour (1/8)    | Michael Chang    | 1er tour (1/64) | Mats Wilander          | 1er tour (1/64) | Boris Becker     | 1er tour (1/64) | Andreï Medvedev  |
| 1997  | 2e tour (1/32)   | Jens Knippschild | -               | -                      | -               | -                | -               | -                |

### En double
| Année | Open d'Australie | Open d'Australie | Roland-Garros                  | Roland-Garros                     | Wimbledon                  | Wimbledon                 | US Open | US Open |
| 1997  | -                | -                | 2e tour (1/16) Stéphane Simian | Mark Philippoussis Patrick Rafter | 1er tour (1/32) Guy Forget | Rick Leach Jonathan Stark | -       | -       |

## Classement ATP en fin de saison

### Simple
| Année | 1985 | 1986 | 1987 | 1988 | 1989 | 1990 | 1991 | 1992 | 1993 | 1994 | 1995 | 1996 | 1997 | 1998 |
| Rang  | 151  | 78   | 129  | 108  | 78   | 67   | 73   | 223  | 106  | 96   | 158  | 115  | 247  | 661  |

### Double
| Année | 1985 | 1986 | 1987 | 1988 | 1989 | 1990 | 1991 | 1992 | 1993 | 1994 | 1995 | 1996 | 1997 | 1998 |
| Rang  | 308  | 194  | 200  | 80   | 75   | 172  | 263  | 268  | 128  | 128  | 137  | 61   | 139  | 266  |

## Victoires sur des joueurs du Top 10
Les 5 joueurs battus par Fleurian alors qu'ils figuraient dans les 10 premiers du classement ATP :
- Boris Becker, no 2, au 2e tour du Masters de Key Biscayne en mars 1990
- Andrés Gómez, no 5, au 1er tour de l'Open de Bâle en septembre 1990
- Emilio Sánchez, no 9, en 1/4 de l'Open d'Auckland en janvier 1991
- Sergi Bruguera, no 9, au 2e tour du tournoi de Berlin en octobre 1991
- Marc Rosset, no 10, au 1er tour du Grand Prix de tennis de Lyon en octobre 1995